# Deuxhill
Deuxhill – osada w Anglii, w hrabstwie Shropshire. Leży 33 km na południowy wschód od miasta Shrewsbury i 193 km na północny zachód od Londynu.